# チェリャビンスク地下鉄
チェリャビンスク地下鉄（ロシア語:Челябинский метрополитен）はロシア連邦のチェリャビンスクにおいて建設中の地下鉄である。ソ連時代の1960年代から構想は存在したものの、建設工事はソビエト連邦の崩壊後の1992年に始まる。新生ロシアの経済的混乱および財政難により建設は大きく遅れており、現在も完成していない。2018年時点で開業は2025年以降とされている。

## メトロトラム
2021年、ロシア連邦の連邦議会でウラジーミル・プーチン大統領は演説の中でチェリャビンスクの地下鉄建設に関して触れ、それに基づきチェリャビンスク州知事のアレクセイ・テクスラーは、従来計画されていた高規格の地下鉄に代わり、路面電車（チェリャビンスク市電）と同規格の地下鉄（メトロトラム）を建設する計画を発表した。
これは、建設されながらも計画中断の煽りを受けて放置されていた地下施設を活用する形でチェリャビンスク市内に路面電車網と接続する地下鉄を導入するもので、南北線（Север — Юг、全長7.2 km）と東西線（Север — Юг、全長3.8 km）の2つの路線の建設が予定されている。これらの建設は2023年から始まり、試運転は2026年から開始される事になっている。
車両については、ウスチ＝カタフスキー車両製造工場が製造する3車体連接車の71-638の導入が予定されている。

## 路線
現在建設中であり、次の4駅が計画されている。
- Комсомольская площадь（ラテン文字転写:Komsomolskaya ploshchad 日本語：コムソモール広場）
- Площадь Революции（ラテン文字転写:Ploshchad revolyutsiyi 日本語：革命広場）
- Торговый центр（ラテン文字転写:Torgovyi tsentr 日本語：貿易センター）
- Проспект Победы（ラテン文字転写:Prospekt Pobedy 日本語：勝利通り）